# Dům čp. 303 (Štramberk)
Dům čp. 303 stojí na ulici Horní Bašta ve Štramberku v okrese Nový Jičín. Roubený dům byl postaven v 18. století. Byl zapsán do Ústředního seznamu kulturních památek ČR před rokem 1988 a je součástí městské památkové rezervace.

## Historie
Podle urbáře z roku 1558 bylo na náměstí postaveno původně 22 domů s dřevěným podloubím, kterým bylo přiznáno šenkovní právo, a sedm usedlých na předměstí. Uprostřed náměstí stál pivovar. V roce 1614 je uváděno 28 hospodářů, fara, kostel, škola a za hradbami 19 domů. Za panování jezuitů bylo v roce 1656 uváděno 53 domů. První zděný dům čp. 10 byl postaven na náměstí v roce 1799. V roce 1855 postihl Štramberk požár, při němž shořelo na 40 domů a dvě stodoly. V třicátých letech 19. století stálo nedaleko náměstí ještě dvanáct dřevěných domů.
Původní roubený dům čp. 303 byl postaven v první polovině 18. století. Z tohoto období je znám majitel Josef Štěpán. V průběhu 20. století byl dům přestavěn a je částečně zděný. Nejvýraznější změny byly provedeny v osmdesátých letech 20. století. Dům je vsazen do svahu. Objekt je součástí předměstské zástavby ve Štramberku.

## Stavební podoba
Dům je přízemní částečně zděná roubená stavba, je orientovaná okapovou stranou do ulice. Je postavena na omítnuté kamenné podezdívce, která vyrovnává svahovou nerovnost. Dům má klenuté sklepy. Původní stavba se skládala ze dvou samostatných roubených domů, které se stýkaly v nároží. Obě stavby byly roubené z kuláčů a byly zastřešené sedlovou střechou krytou šindelem. Přestavbami menší z domů je krytý pultovou střechou a přisazen ke štítové straně většího domu. Větší dům má sedlovou střechu.